# Krambambouli

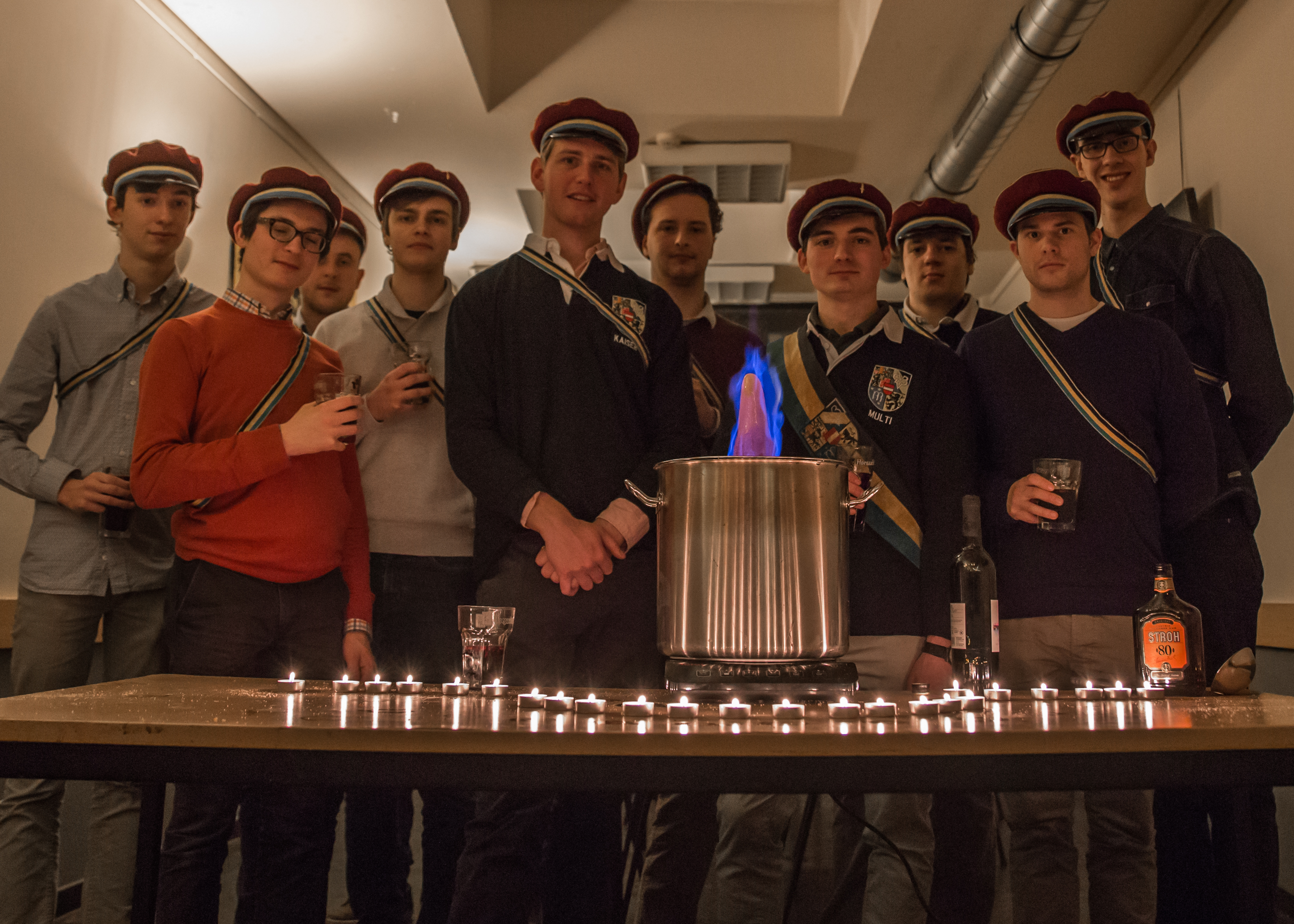
Krambambouli-ceremonie bij het KVHV Leuven, 2018

Krambambouli, zo wordt geheten is een studentenlied. Het lied bestaat uit vijf strofes en bezingt een gelijknamige brandewijn uit Oost-Europa. Door een vertaalfout in de eerste strofe ("dat schuimend blond studentennat") denken veel studenten ten onrechte dat het drinklied over een soort van bier gaat. 'Krambambouli' wordt gezongen tijdens cantussen.
In het meer traditionele circuit van de studentenclubs in het Seniorenkonvent gaat het zingen van het lied soms gepaard met het drinken van de drank. De krambambouli wordt dan bereid volgens een strikt protocol, waarbij enkele deelnemers de ingrediënten wijn, rum en suiker verpersoonlijken. Na een uitgebreid ritueel en de gepaste formules wordt het mengsel in brand gestoken. Deze gewoonte is overgewaaid uit Duitsland, waar ze bekendstaat als de zogenaamde 'Feuerzangenbowle' of 'Krambamboulikneipe.

## Achtergronden
Oorspronkelijk bestond het lied uit 49 strofen. Het werd voor het eerst gepubliceerd in 1745 en twee jaar later uitgebreid tot 102 strofen door Christoph Friedrich Wittekind. De melodie zou gebaseerd zijn op een Duitse volksmelodie uit Göttingen.
Oorspronkelijk was 'Crambambuli' de naam van een kersenjenever die sinds 1598 geproduceerd werd in stokerij Der Lachs te Gdansk, door de uitgeweken Nederlandse mennoniet Ambrosius Vermeulen. Die stad lag toentertijd in het Pools-Litouwse Gemenebest, waardoor de drank verspreid geraakte tot in Wit-Rusland. Toen Wit-Rusland in 1991 onafhankelijk werd na de ineenstorting van de Sovjet-Unie, moest het op zoek naar nationale symbolen. 'Krambamboulja' wordt er sindsdien gepromoot als nationale drank.
Het schijnbaar nonsensicale woord 'krambambouli' is een verbastering van 'kranawita' (OudHoogduits voor 'jeneverbes') en 'blamp' (Rotwelsh voor 'alcoholische drank'). Nadien is de merknaam 'Crambambuli' uitgegroeid tot een soortnaam voor alle vormen van schnaps onder Duitstalige studenten.

## Nederlandse vertaling
De liedtekst werd in 1902 naar het Nederlands vertaald door studentenleider Jef Vanden Eynde.  De eerste vijf strofes worden in het Nederlands het meest gezongen. Deze strofes zijn opgenomen in de Nederlandstalige Studentencodex, uitgegeven door het KVHV.